# Pauls marmorharkrank
Pauls marmorharkrank (Tipula pauli) är en tvåvingeart som beskrevs av Mannheims 1964. Pauls marmorharkrank ingår i släktet Tipula och familjen storharkrankar. Enligt den svenska rödlistan är arten otillräckligt studerad i Sverige. Arten förekommer i Svealand. Artens livsmiljö är skogslandskap. Inga underarter finns listade i Catalogue of Life.